# Monbardon
Monbardon korábbi község Franciaországban, Gers megyében. Lakosainak száma 69 fő (2022. január 1.). Monbardon Puymaurin, Gaujan, Monties és Sarcos községekkel határos.
2025. január 1-jén három másik korábbi községgel egyesült és az így létrejött Cap d’Astarac új község része lett.

## Népesség
A település népességének változása:
| Lakosok száma | 103  | 103  | 104  | 83   | 90   | 86   | 83   | 76   | 73   | 69   |
|               | 1968 | 1982 | 1990 | 2006 | 2013 | 2015 | 2017 | 2019 | 2020 | 2022 |